# Leptomastidea debachi
Leptomastidea debachi is een vliesvleugelig insect uit de familie Encyrtidae. De wetenschappelijke naam is voor het eerst geldig gepubliceerd in 2001 door Trjapitzin & Ruíz.